# ディズニー家
ディズニー家（Disney family）は、今日のマスメディアとエンターテインメントの巨大コングロマリット企業であるウォルト・ディズニー・カンパニーの前身のディズニー・ブラザーズ・カートゥーン・スタジオで映画製作を始めたことで知られるロイとウォルトの兄弟を輩出したアメリカ合衆国の家族である。
ディズニー家は1937年の『白雪姫』にはじまる長編映画（ディズニー作品の一覧を参照）の成功や1955年にディズニーランド（ディズニーランド・リゾート）を開園したことによりアメリカ合衆国の文化に大きな影響を与えるようになった。彼ら以外のディズニー家の面々はディズニー社の経営や管理、映画製作、慈善活動などに携わっている。

## 背景
一族の名前の由来はノルマン系フランス語の「d'Isigny」（from Isigny）であり、イシニー＝シュル＝メールの町から来ている。ディズニー家は11世紀にアイルランドを植民地化したノルマン人の子孫である。

## イライアス・ディズニー
イライアス・チャールズ・ディズニー（Elias Charles Disney, 1859年 - 1941年）は、現在のカナダのオンタリオ州にあるブルーヴェイルの村でアイルランド系プロテスタント移民のケッペル・イライアス・ディズニー（Kepple Elias Disney, 1832年 - 1891年）とメアリー・リチャードソン（Mary Richardson, 1838年 - 1909年）のあいだに生まれた。両親は共に幼少期に親に同行してアイルランドからカナダに移住した。
ディズニーは1888年1月1日にフローラ・コール（Flora Call, 1868年 - 1938年）とフロリダ州レイク郡キスメットで結婚した。夫婦は以下5人の子をもうけた:
- ハーバート・アーサー・ディズニー (Herbert Arthur Disney, 1888年12月8日 - 1961年1月29日、72歳没)
- レイモンド・アーノルド・ディズニー (Raymond Arnold Disney, 1890年12月30日 - 1989年5月24日、98歳)
- ロイ・オリヴァー・ディズニー (Roy Oliver Disney, 1893年6月24日 - 1971年12月20日、78歳没)
- ウォルター・"ウォルト"・イライアス・ディズニー (Walter "Walt" Elias Disney, 1901年12月5日 - 1966年12月15日、65歳)
- ルース・フローラ・ディズニー (Ruth Flora Disney, 1903年12月6日 - 1995年4月7日、91歳没)

## ロイ・O・ディズニー家
ロイ・オリヴァー・ディズニー（Roy Oliver Disney, 1893年6月24日 - 1971年12月20日）は、アメリカ合衆国の実業家で、ウォルト・ディズニー・カンパニーの共同設立者であった。ロイは1925年4月から亡くなるまでエドナ・フランシス（Edna Francis）と結婚していた。ロイの甥であるチャールズ・イライアス・ディズニーはロイに敬意を表して息子をチャールズ・ロイ・ディズニー（Charles Roy Disney）と名付けた。
息子のロイ・エドワード・ディズニー（Roy Edward Disney, 1930年1月10日 - 2009年12月17日）は、ウォルト・ディズニー・カンパニーの長年の上級管理職であり、同社に積極的に関与したディズニー家の最後のメンバーであった。彼はしばしば叔父や父と比較された。彼には息子が2人と娘が2人いる。息子の1人はドキュメンタリー映画プロデューサーのティム・ディズニー（Tim Disney）、娘の1人はドキュメンタリー映画製作者のアビゲイル・ディズニー（Abigail Disney）である。

## ウォルト・ディズニー家
ウォルター・"ウォルト"・イライアス・ディズニー (Walter "Walt" Elias Disney, 1901年12月5日 - 1966年12月15日）は、アメリカ合衆国の起業家、アニメーター、作家、声優、映画プロデューサーであり、兄のロイと共にディズニー・ブラザーズ・スタジオを設立した。彼はアカデミー賞に59度ノミネートされ、22度受賞しているが、これは共に最多記録である。
彼は1925年にリリアン・バウンズ（Lillian Bounds）と結婚した。夫婦は娘のダイアン（Diane, 1933年12月18日 - 2013年11月19日）をもうけ、またシャロン（Sharon）を養女に迎えた。
ダイアンはロナルド・ウィリアム・ミラー（Ronald William Miller）と結婚し、彼は1980年にウォルト・ディズニー・プロダクションの社長、1983年にCEOに就任したが、後にロイ・E・ディズニーにより追放された。

## レガシー
2009年、ウォルト・ディズニーの娘のダイアンとその息子（ウォルトの孫）のウォルター・E・D・ミラー（Walter E. D. Miller）により考案されたウォルト・ディズニー・ファミリー博物館がプレシディオ・オブ・サンフランシスコで開館された。博物館は創造性と確信を促進、刺激し、ウォルト・ディズニーの生涯を賞賛、研究するために設立された。